# Contterm
contterm war eine unabhängige Vereinigung von Hafenarbeitern, die eine kurze Zeit in einigen norddeutschen Häfen aktiv war.
Sie wurde am 8. Dezember 2009 als zunächst lokaler Berufsverband der Beschäftigten der Containerterminals am Hamburger Hafen gegründet. Sitz des Vereins war Winsen (Luhe).
Ab 2011 konnte die Organisation auch an den Häfen Bremen und Bremerhaven Fuß fassen. 2012 gewann contterm zwei Sitze im Betriebsrat des Gesamthafenbetriebs Bremerhaven. Contterm schloss sich zunächst dem Christlichen Gewerkschaftsbund an und kooperierte mit der dort organisierten DHV – Die Berufsgewerkschaft. Die Mitgliedschaft und Zusammenarbeit wurde im Mai 2012 wieder beendet. Danach gehörte contterm keinem gewerkschaftlichen Dachverband mehr an. Sie verstand sich als Alternative zu Ver.di für die Berufsgruppe der Hafenarbeiter an den Containerterminals. Der Verein ist seit 2015 öffentlich nicht mehr in Erscheinung getreten.